# Maqbara de San Nicolás
La maqbara de San Nicolás fue una necrópolis islámica situada en Ávila (España), en un paraje al suroeste del recinto amurallado denominado Vado de San Mateo, entre la iglesia de San Nicolás y el río Adaja.
La necrópolis fue excavada entre 1999 y 2003, durante las obras de construcción de una urbanización en el suroeste de Ávila en el contexto de la burbuja inmobiliaria en España. Fue identificada desde el primer momento como un cementerio islámico, debido a la disposición de los cuerpos, colocados en posición decúbito lateral derecho en fosas estrechas con orientación este-oeste o nordeste-suroeste, y a la ausencia de ataúd o ajuar. Se descubrieron 3171 sepulturas, fechadas entre el siglo XIII y el año 1502, antes de la conversión forzosa de los musulmanes en España, en una parcela de forma prácticamente cuadrangular, con una superficie de 2564 m2.
Ante el descubrimiento, el historiador Serafín de Tapia inició una campaña a favor de la conservación de la maqbara, que contó con el apoyo de las universidades de Valladolid, Salamanca, Complutense y Oxford, así como el Ministerio de Cultura de Francia y los grupos políticos de oposición del Ayuntamiento de Ávila, PSOE e Izquierda Unida. Ello no impidió que el Ayuntamiento y la Junta de Castilla y León decidieran seguir adelante con la excavación, documentación y destrucción del yacimiento para construir una urbanización en su lugar.
El periodista José Ramón Rebollada y la productora Dronsky S.Coop. (a través de la marca El Colectivo) produjeron en 2016 el documental Maqbara para recordar el yacimiento. La producción fue financiada a través de una campaña de micromecenazgo de Verkami.